# Kreß von Kressenstein

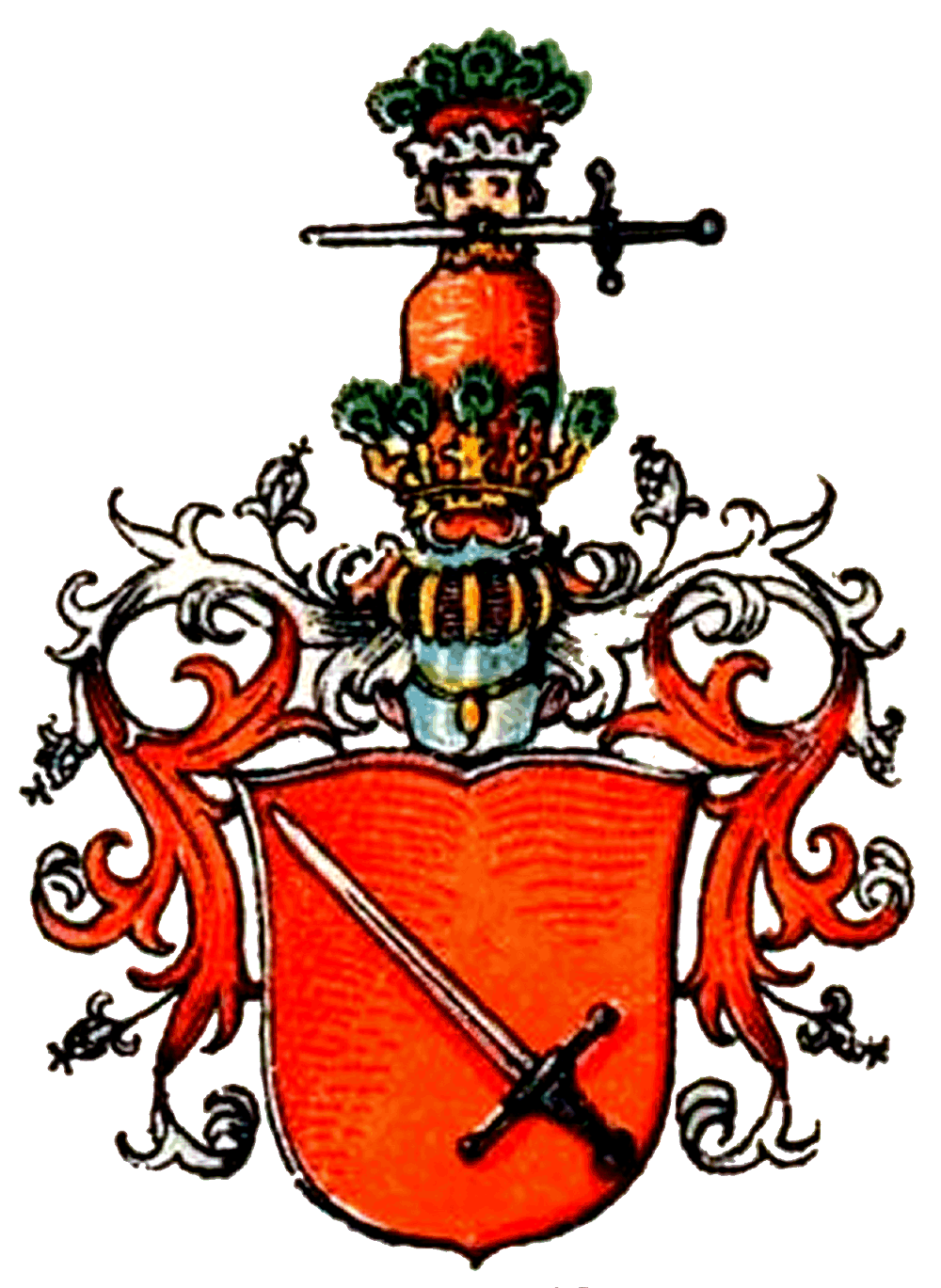
Wappen der Kreß von Kressenstein

Die Kreß von Kressenstein (auch Kress von Kressenstein oder Kreß von Kreßenstein) sind eine der ältesten Patrizierfamilien der Reichsstadt Nürnberg, erstmals urkundlich erwähnt im Jahr 1270. Die Kreß waren ab 1418 mit kurzen Unterbrechungen bis zum Ende der reichsstädtischen Zeit im Jahre 1806 im Inneren Rat vertreten und gehörten damit zum regierenden Nürnberger Patriziat. Nach dem Tanzstatut von 1521 zählten sie zu den neuen ratsfähigen Geschlechtern. Wegen des Besitzes von Dürrenmungenau seit 1651 waren sie auch Mitglieder der Reichsritterschaft im Ritterkanton Altmühl.

## Geschichte

### Stammsitze Kraftshof und Neunhof

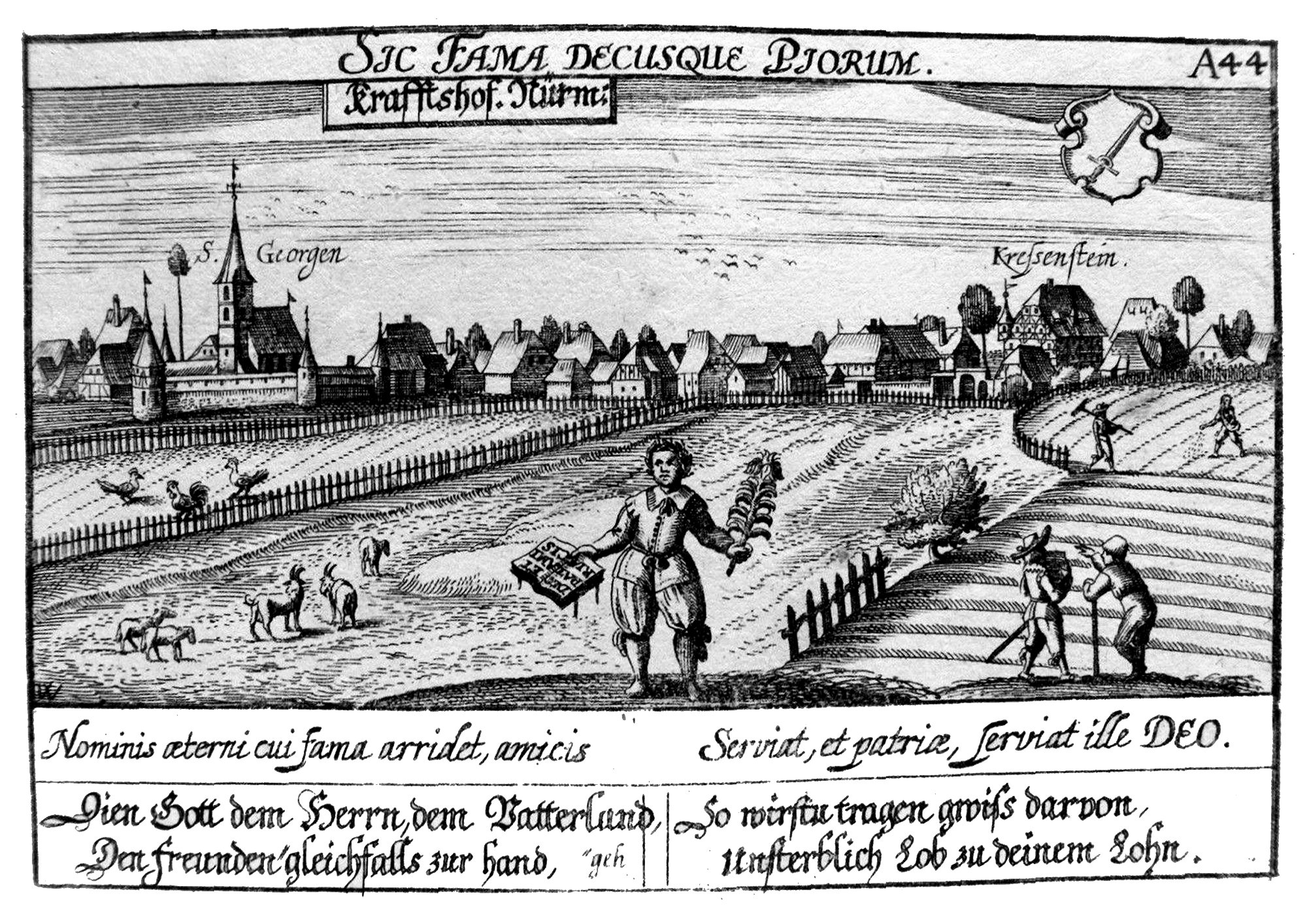
Kraftshof mit der Wehrkirche und dem Schloss Kressenstein um 1630

Als einer der ersten nachweisbaren Angehörigen der Familie Kreß wurde im Jahre 1270 „Heroldus Krezze“ unter den Rittergeschlechtern in der Nürnberger Gegend genannt. Die direkte Stammlinie begann mit Friedrich Kreß, der um 1300 einen Bauernhof in Kraftshof bei Nürnberg als Lehnsnehmer der Herren von Berg besaß. Er stiftete auch die 1315 geweihte Kraftshofer Wehrkirche Sankt Georgen. Brechtel Cresse veräußerte 1357 den Herrenhof in Kraftshof an seinen Schwager Konrad Ehinger aus einer Nürnberger Ratsfamilie. Das von den Ehinger errichtete „Steinhaus“ zu Kraftshof kam nach einigen Besitzwechseln 1403 an die Brüder Konrad und Ulrich Kreß; im Salbuch des Ulrich Kreß von 1410 findet sich dafür erstmals die Bezeichnung „Kressenstein“. Im Ersten Markgrafenkrieg wurde der Herrensitz 1449 zerstört. Hieronymus Kreß ließ auf Teile des erhaltenen Sockelgeschoßes der zerstörten Burg provisorisch ein kleines, einfaches Fachwerkobergeschoss aufsetzten, das als „Sommerhaus“ bezeichnet wurde. Etwa 1457 ließ er daneben einen neuen Herrensitz als Wasserschloss erbauen. Dieses überstand 1504 den Landshuter Erbfolgekrieg sowie 1552/53 den Zweiten Markgrafenkrieg unbeschadet. 1530 erhielten Georg und Christoph Kreß von Kaiser Karl V. das Privileg, auch den neuen Sitz als Kressenstein zu bezeichnen und sich danach zu nennen. Gleichzeitig wurde ihnen ein freies Verfügungs- und Vererbungsrecht auf die Reichslehen zugestanden, was es Christoph Kreß ermöglichte, eigenständig über die Güter zu bestimmen und sie in eine „Vorschickung“  umzuwandeln, die jeweils vom ältesten Kreß verwaltet werden sollte. Der neue Herrensitz ist kaum verändert noch auf Abbildungen um 1630 zu sehen. Im Dreißigjährigen Krieg wurde 1634 das neue Kressische Wasserschloss niedergebrannt. Erst 1712/13 ließ Georg Adolf Kreß an der Stelle der früheren Ökonomiegebäude ein repräsentatives zweigeschossiges barockes Herrenhaus mit Walmdach erbauen. Dieses wurde im Zweiten Weltkrieg zerstört. Das auf dem Sockel des alten Burgstalls sitzende „Sommerhaus“ steht noch heute und enthielt bis 1934 das Familienarchiv der Kreß; die Familie hält den Grundbesitz in Kraftshof bis in die Gegenwart.
Seit Mitte des 14. Jahrhunderts gehörte den Kreß auch ein Hof im benachbarten Ort Neunhof. Anstelle dieses älteren Hofes, der im Ersten Markgrafenkrieg 1449 verwüstet worden war, ließ Hans Kreß um 1479 das Schloss Neunhof errichten. Es blieb bis 1503 im Familienbesitz und kam ein Jahrhundert später, im Jahre 1615, durch eine Eheschließung erneut an die Kreß, in deren Besitz es bis zu einer Vererbung über die weibliche Linie im Jahr 1856 verblieb.

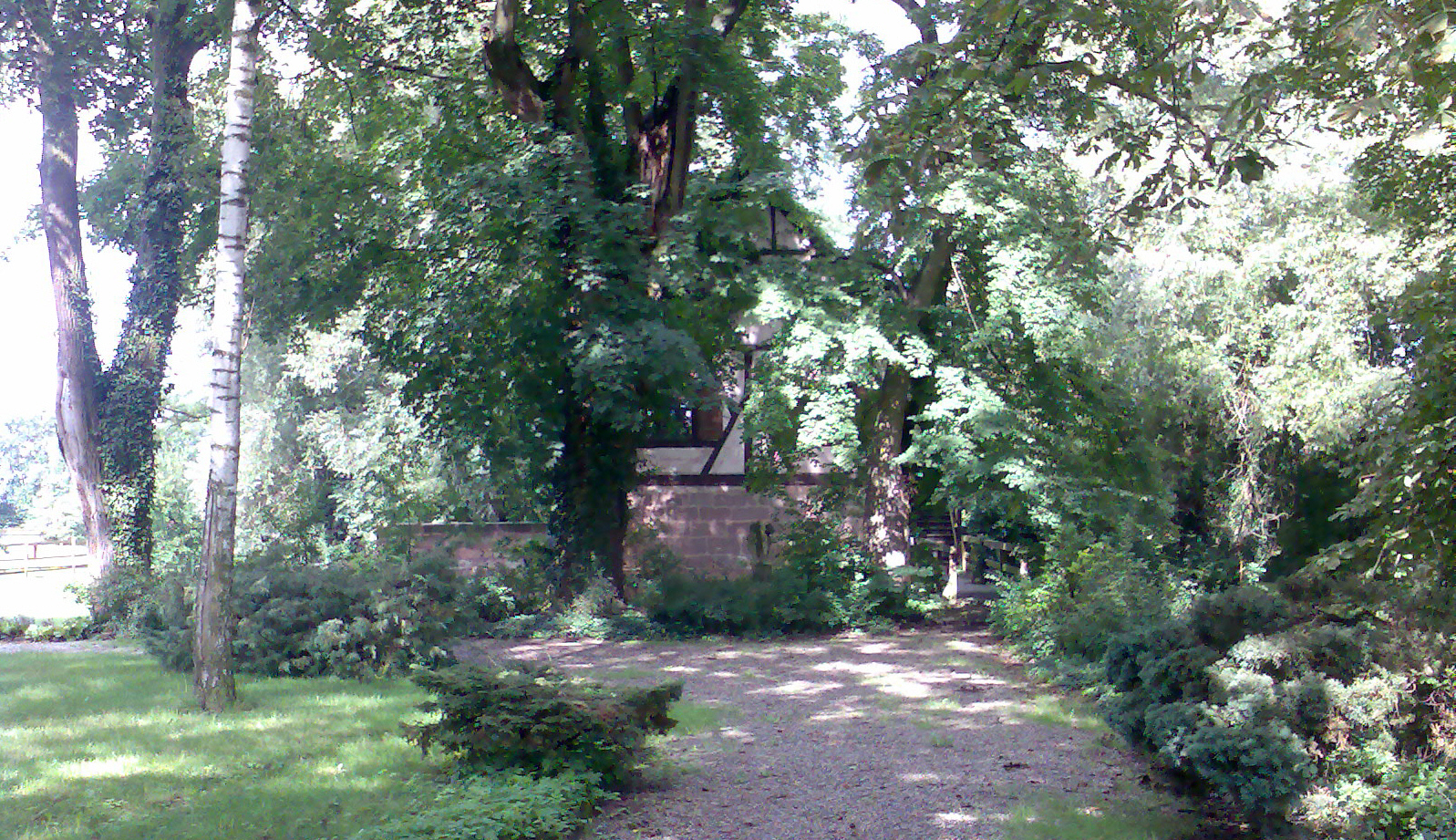
Rest des Herrensitzes Kressenstein in Kraftshof („Sommerhaus“)
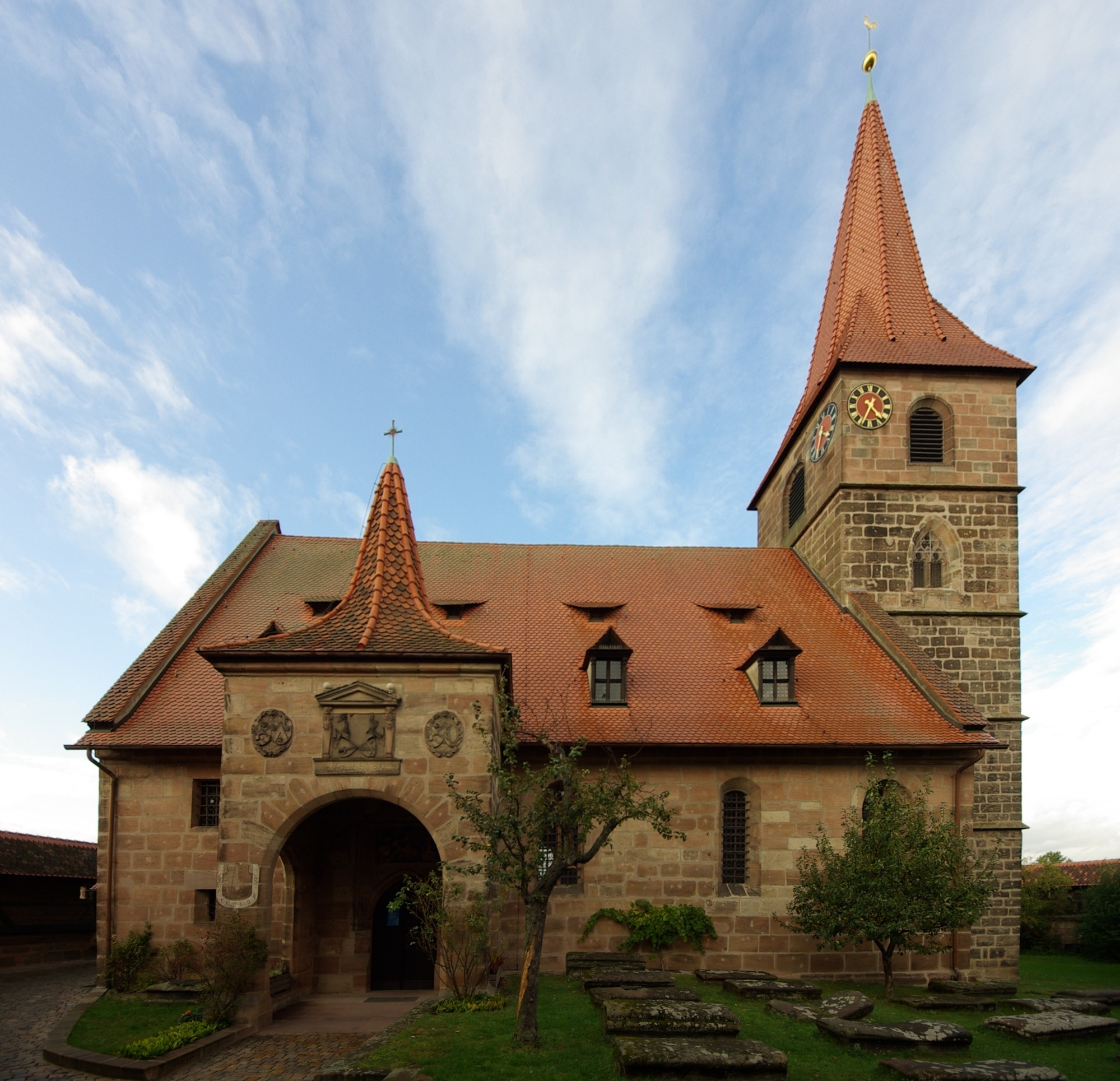
Wehrkirche Kraftshof mit Kreß’schen Wappen
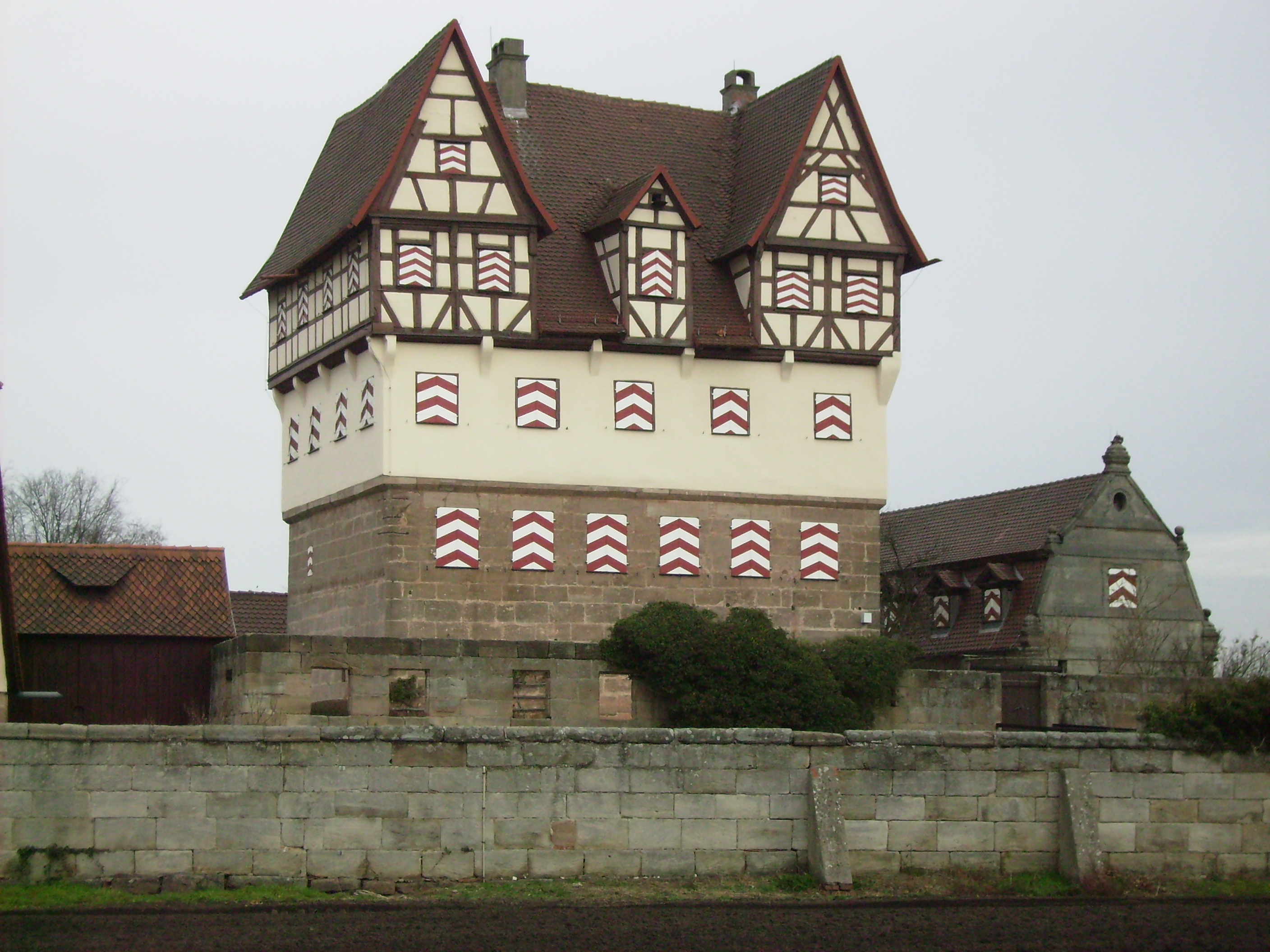
Schloss Neunhof

### Nürnberg
1349 wurden die Kreß in die Reihe der regimentsfähigen Geschlechter der Reichsstadt Nürnberg aufgenommen und ab 1418 gehörten sie zum Inneren Rat und damit zum regierenden Nürnberger Patriziat.
Die Familie gelangte durch den Fernhandel zu Reichtum. Um 1370 handelte die Kreß–Rummel-Gesellschaft mit Ochsen aus Ungarn und anderen Waren zwischen Venedig, Mailand und Krakau. Im Jahre 1388 trennten sie sich von den Rummel und führten die alte Handelsgesellschaft allein weiter. Um 1390 bezogen sie aus dem Karpatenraum Silber für die venezianische Münze. Mit den flandrischen Tuchzentren und dem nordwestdeutschen Wirtschaftsraum standen sie über die Flexdorfer in Verbindung. Auch Geldgeschäfte sind belegt. In Venedig besaßen die Kreß zusammen mit den Paumgartner ab dem späten 14. Jahrhundert eine eigene Handelskammer im Fondaco dei Tedeschi. Im Jahre 1430 löste sich die Handelsgesellschaft der Kreß auf. Einige Familienmitglieder blieben aber weiterhin im Handel und in Geldgeschäften tätig. Zwischen 1499 und 1511 beteiligten sich die Kreß an einer neuen Nürnberg–Mailänder Gesellschaft der Kreß–Köler–Saronno.
Im Nürnberger Stadtadel spielten die Kreß über Jahrhunderte eine bedeutende Rolle. Sie waren sehr häufig im Rat der Reichsstadt Nürnberg vertreten. 1530 verlieh ihnen Kaiser Karl V. das Adelsprädikat von Kressenstein. Familienmitglieder wirkten an bedeutenden geschichtlichen Ereignissen mit: Christoph Kreß von Kressenstein (1484–1535), Kriegsrat des Schwäbischen Bundes, unterzeichnete 1530 auf dem Reichstag zu Augsburg die Confessio Augustana, das Bekenntnis der lutherischen Reichsstände zu ihrem Glauben, und der  Bürgermeister Jobst Christoph Kreß von Kressenstein (1597–1663) den Westfälischen Frieden 1648. Mit Hans Wilhelm († 1658) und Jobst Christoph († 1694) stellte die Familie zwei Reichsschultheiße von Nürnberg. Seit 1651 waren die Kreß durch den Erwerb von Schloss Dürrenmungenau (heute ein Ortsteil der Stadt Abenberg) auch Mitglied der fränkischen Reichsritterschaft des Kantons Altmühl. Auf Grund dessen wurde das Geschlecht 1815 dem einfachen bayerischen Adel immatrikuliert und 1817 in die Freiherrenklasse der Adelsmatrikel des Königreiches Bayern erhoben.
Vor allem im 19. und 20. Jahrhundert gelangten Angehörige der Familie in hohe militärische Positionen. Karl Kress von Kressenstein (1781–1856) war ein österreichischer General der Kavallerie. Friedrich Kreß von Kressenstein (1855–1920) war ein bayerischer General der Infanterie und dessen älterer Bruder Otto Kreß von Kressenstein (1850–1929) Generaloberst und von 1912 bis 1916 bayerischer Kriegsminister. Ein weiterer Friedrich Kreß von Kressenstein (1870–1948) war ein deutscher General der Artillerie und Angehöriger jenes Offizierskorps, welches das osmanische Militär im Ersten Weltkrieg ausbildete und führte. Er spielte eine wesentliche Rolle bei den Schlachten um den Suezkanal und wurde nach dem Ersten Weltkrieg Oberbefehlshaber des Gruppenkommandos 2 (West- und Süddeutschland) der Reichswehr. Im Jahre 1929 ging er in den Ruhestand und wurde 1937 in den Pegnesischen Blumenorden aufgenommen. Verschiedene Linien der Familie bestehen bis heute.

## Besitzungen
- seit ca. 1290 Grundbesitz in Kraftshof
- Als Verwalter der Schlüsselfelderschen Familienstiftung (im Wechsel mit den Volckamer – jeweils der älteste männliche Nachkomme der beiden Familien ist Administrator der Stiftung):
  - Schloss Kugelhammer in Röthenbach bei Sankt Wolfgang
  - Nassauer Haus in Nürnberg

## Ehemalige Besitzungen (Auszug)
In und um Nürnberg herum hatten die Kreß von Kressenstein große Besitzungen. Unter anderem das Gartenanwesen an der heutigen Kressengartenstraße. Weiterhin besaßen sie:
- ca. 1350–1503 und 1615–1856 Schloss Neunhof und die Grundherrschaft in Neunhof (das heutige Schloss 1479 neu errichtet)
- 1398–???? zwei Güter in Oberlindach (Weisendorf)[4]
- 1403–1848 die Grundherrschaft in Kraftshof (Nachbarort von Neunhof) mit dem Herrensitz Kressenstein (Kraftshofer Hauptstraße 185)
- 1416–1440 den Herrensitz Maiach
- 1468–1531 den Herrensitz Schoppershof
- 1450–1550 (ca.) das Hammergut  Schloss Pechhof bei Dießfurt[5]
- 1479–1857 die Grundherrschaft und Schloss Rezelsdorf bei Weisendorf[6]
- 1490–1573 / 1743–ca. 1800 den Herrensitz Letten (Lauf an der Pegnitz)
- 1513–1614 den Herrensitz Oberveilhof in Nürnberg-Veilhof
- 1630–1818 den Herrensitz Kressengarten in der Tullnau
- 1664–1756 das Schloss Rohensaas südlich von Höchstadt an der Aisch

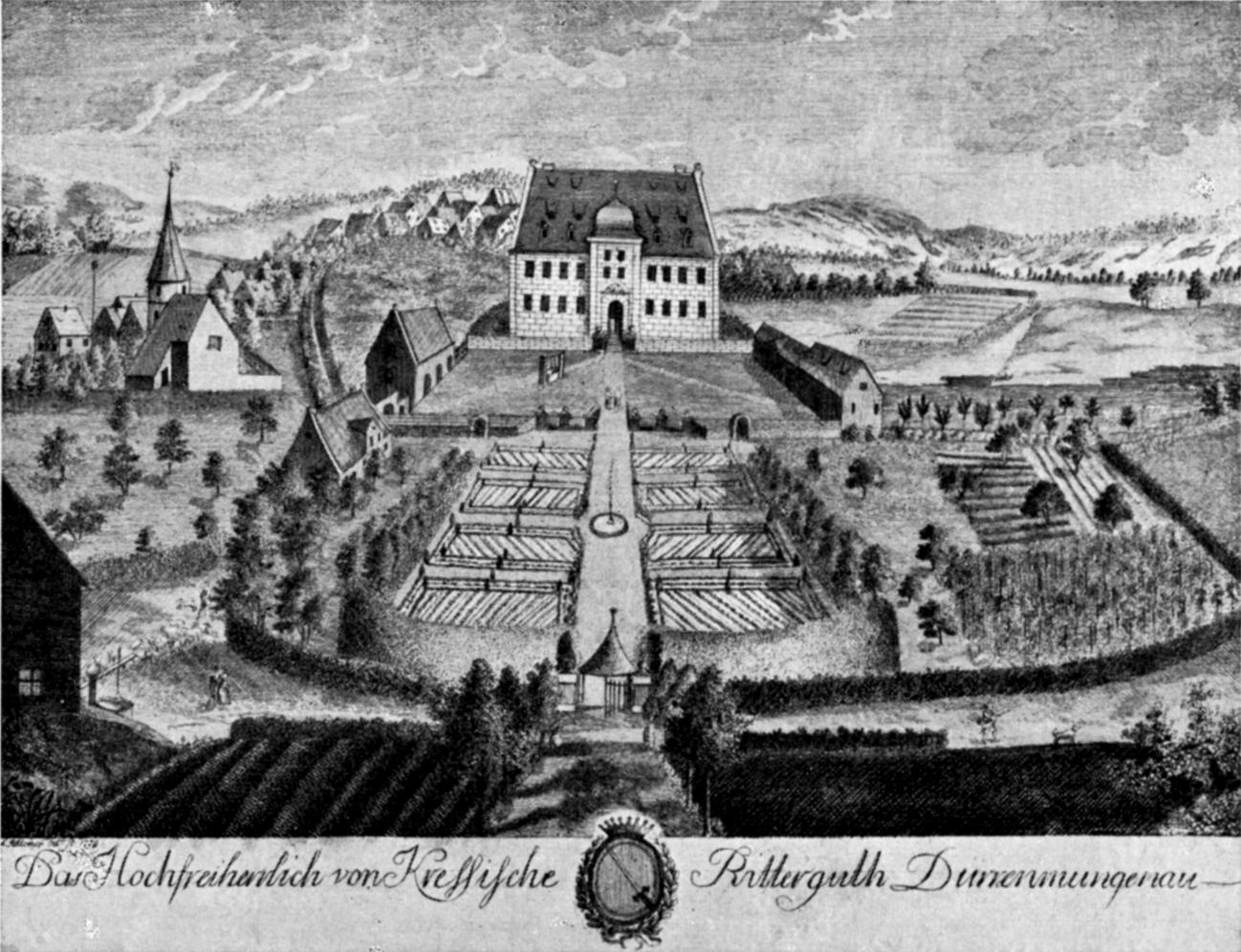
Schloss Dürrenmungenau (1798)

- Schloss Dürrenmungenau (1798)1651–1878 das Rittergut und Schloss Dürrenmungenau bei Abenberg
- 1690–1823 den Kressenhof in Erlenstegen (Voßstraße 19a)
- 1741–1867/69 den Herrensitz Oedenreuth bei Roßtal
- 1744–1812 den Herrensitz Bretzengarten in Nürnberg (Sulzbacher Straße)
- 1754–1773 den Herrensitz Rechenberg in Nürnberg
- 1763–1803 den Kressischen Sitz (Kressenschlösschen) in Erlenstegen (1790 abgebrannt, 1791 zweigeschossig wiederhergestellt)
- 1790–1858 den Herrensitz Gleißbühl
- 1653–1736 den Herrensitz Flaschenhof
- 1416–1463 den Herrensitz Maiach (das dort 1707/09 erbaute Tucherschloss im Zweiten Weltkrieg zerstört)
- ????–???? Grundbesitz in Eibach
- ????–???? Grundbesitz in Förrenbach[7]
- ????–???? Grundbesitz in Flexdorf
- ????–???? Grundbesitz mit 3 Häusern in Oesdorf (Heroldsbach)

## Wappen
Das Stammwappen zeigt in Rot ein schrägrechtsgelegtes Schwert mit goldenem Griff. Auf dem Helm ist ein rotbekleideter Mannsrumpf mit schwarzem Hut und Hermelinkrempe, im Mund zwischen Eberzähnen das Schwert waagerecht haltend. Die Helmdecken sind rot-silbern.
Das Schwert aus dem Wappen der Familie Kreß von Kressenstein erscheint noch heute in einigen bayerischen Ortswappen.

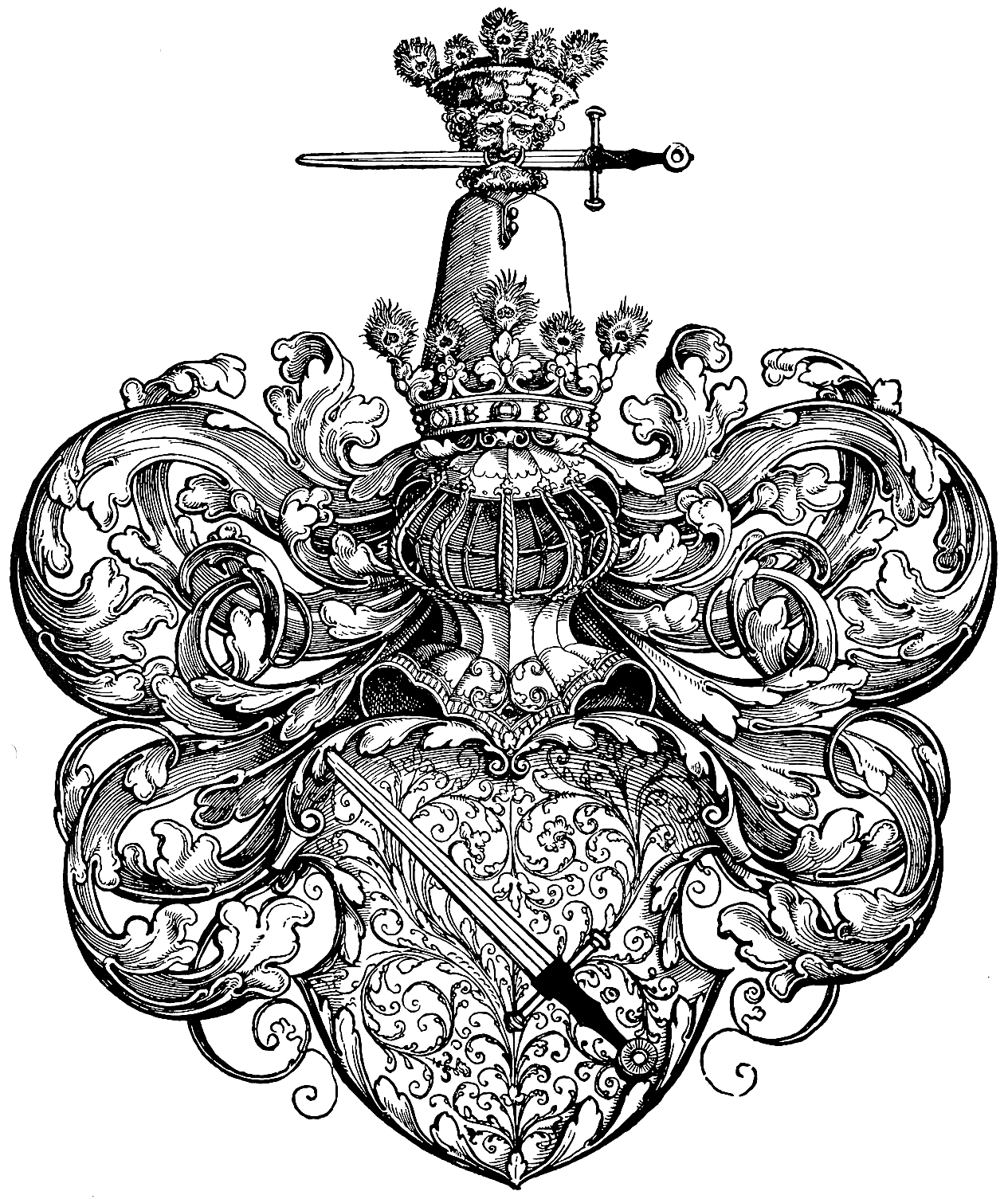
Das Wappen der Kreß (ca. 1533)
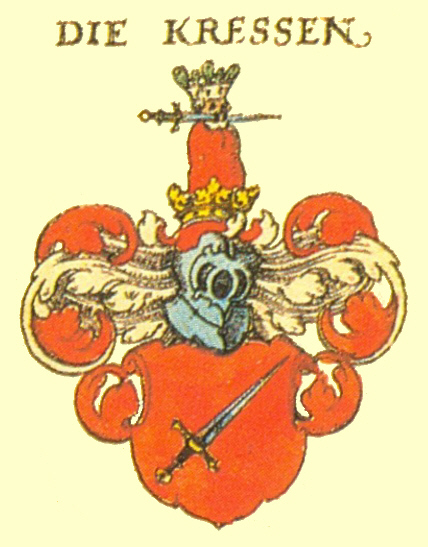
Das Wappen der Kreß – Siebmacher 1605
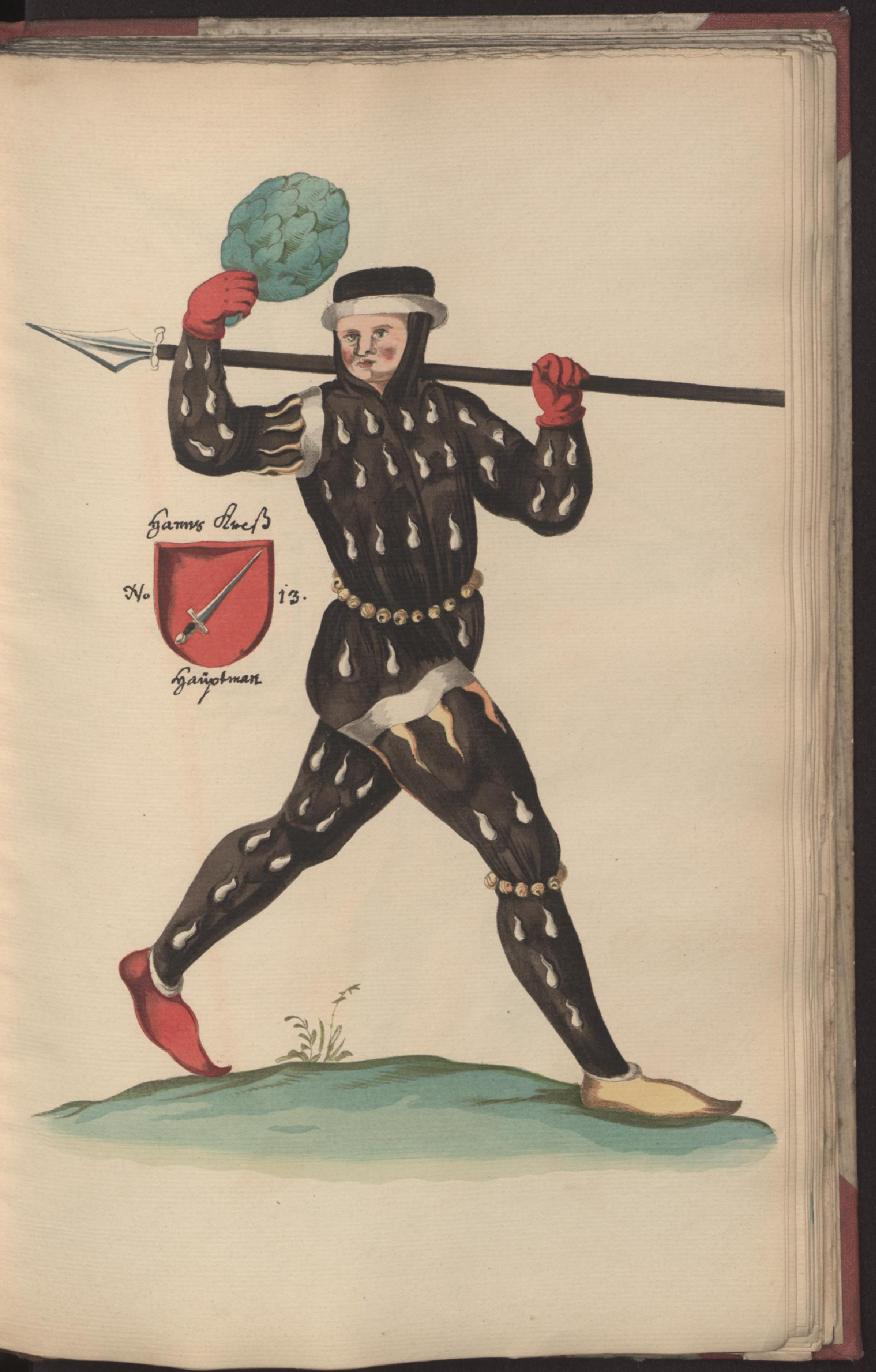
Schembartläufer mit Wappen des Stadthauptmanns Hans Kreß (um 1600)
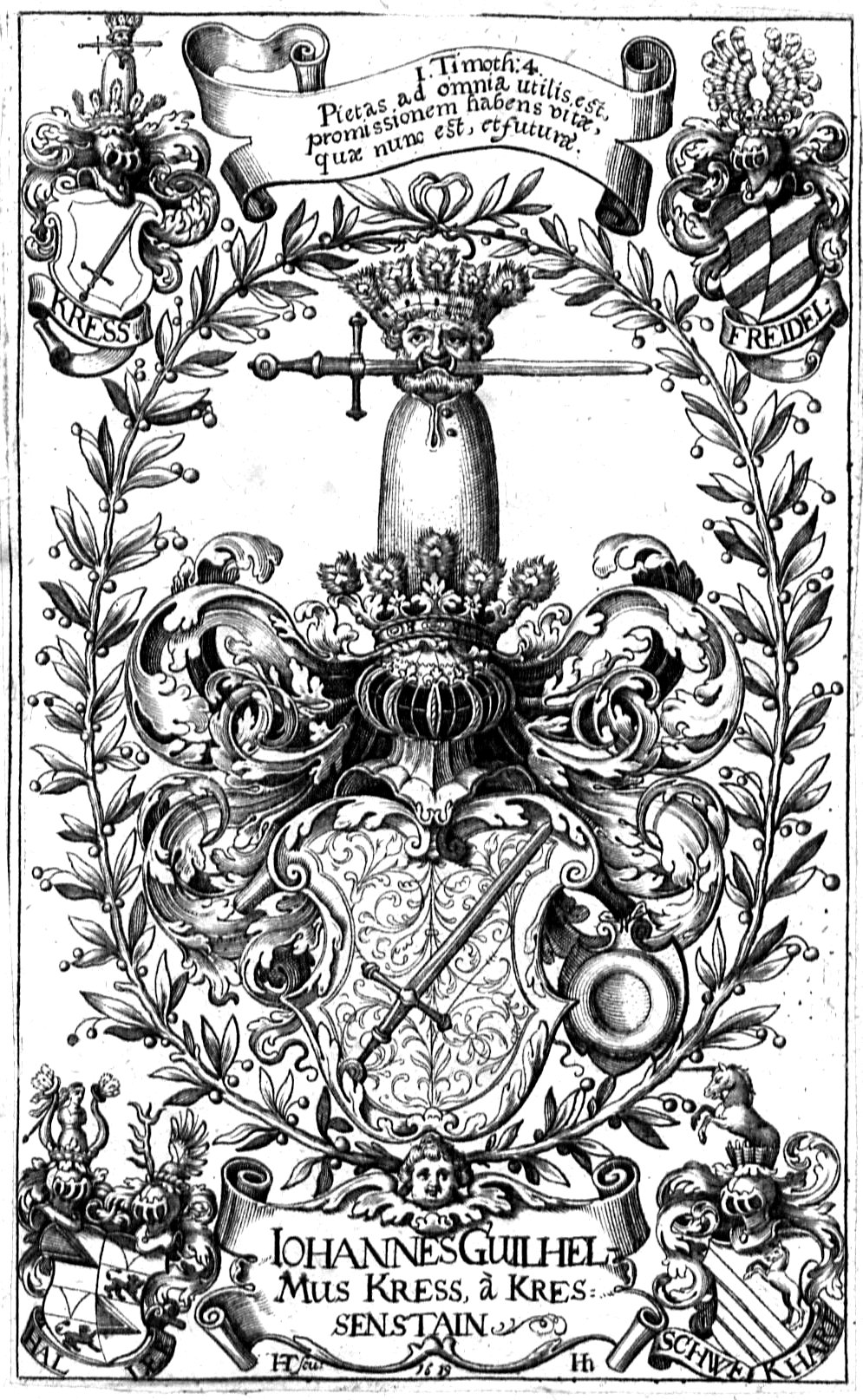
Exlibris des Ratsherrn Johann Wilhelm Kress von Kressenstein († 1657/58)
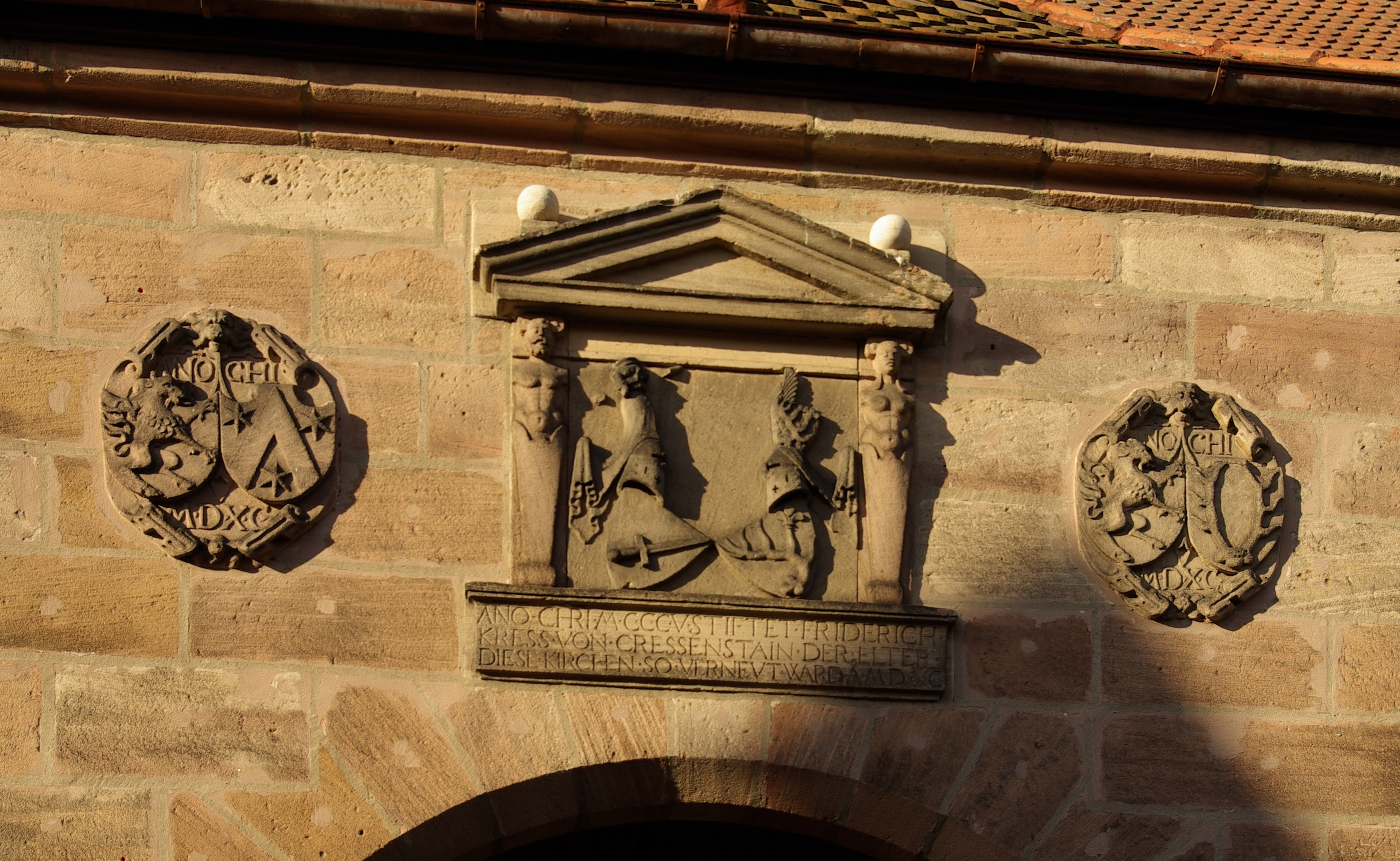
Familienwappen über dem Eingang der Kirche St. Georg in Kraftshof
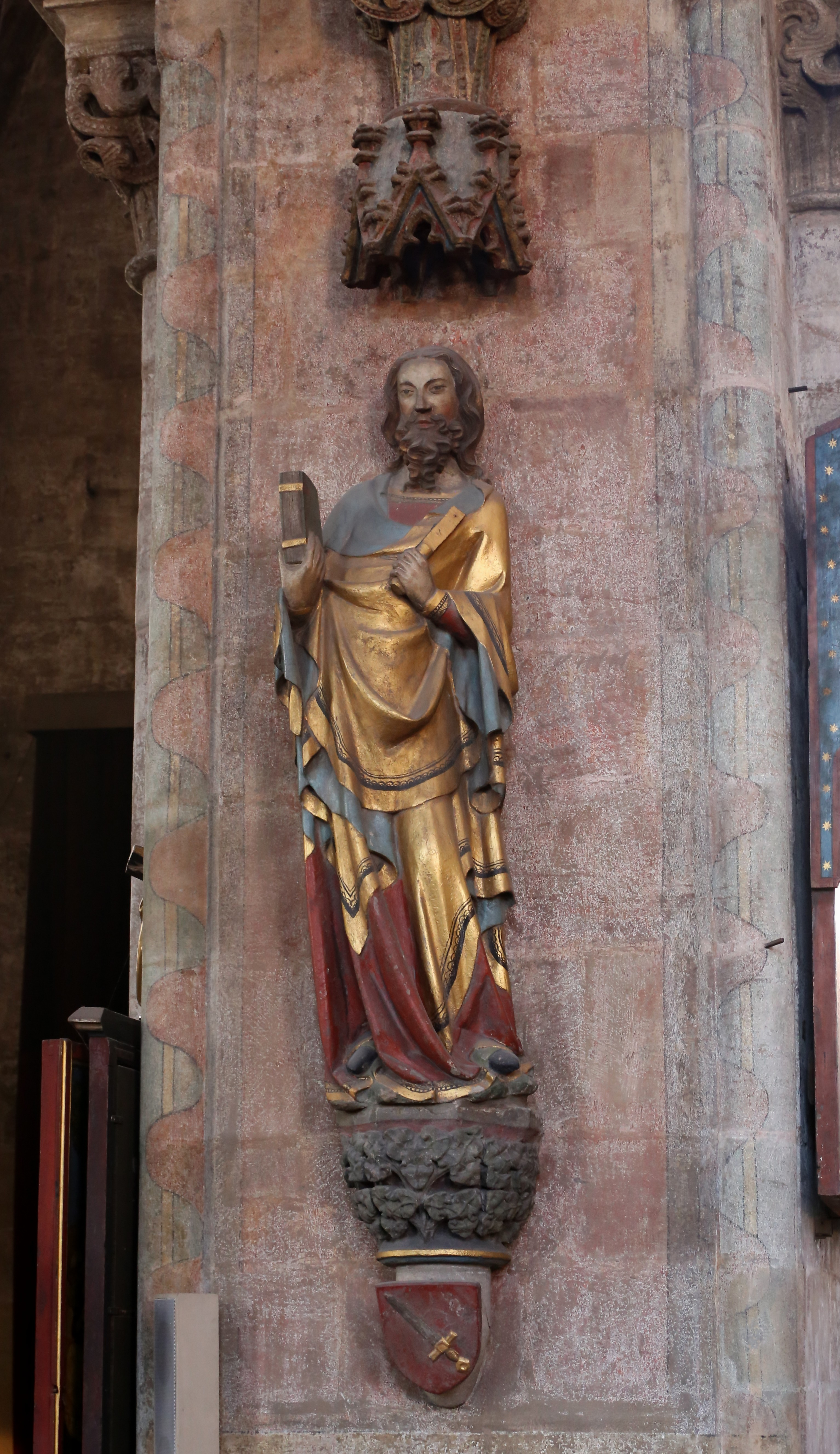
Evangelistenfigur mit Kreß-Wappen in der Sebalduskirche (Nürnberg)
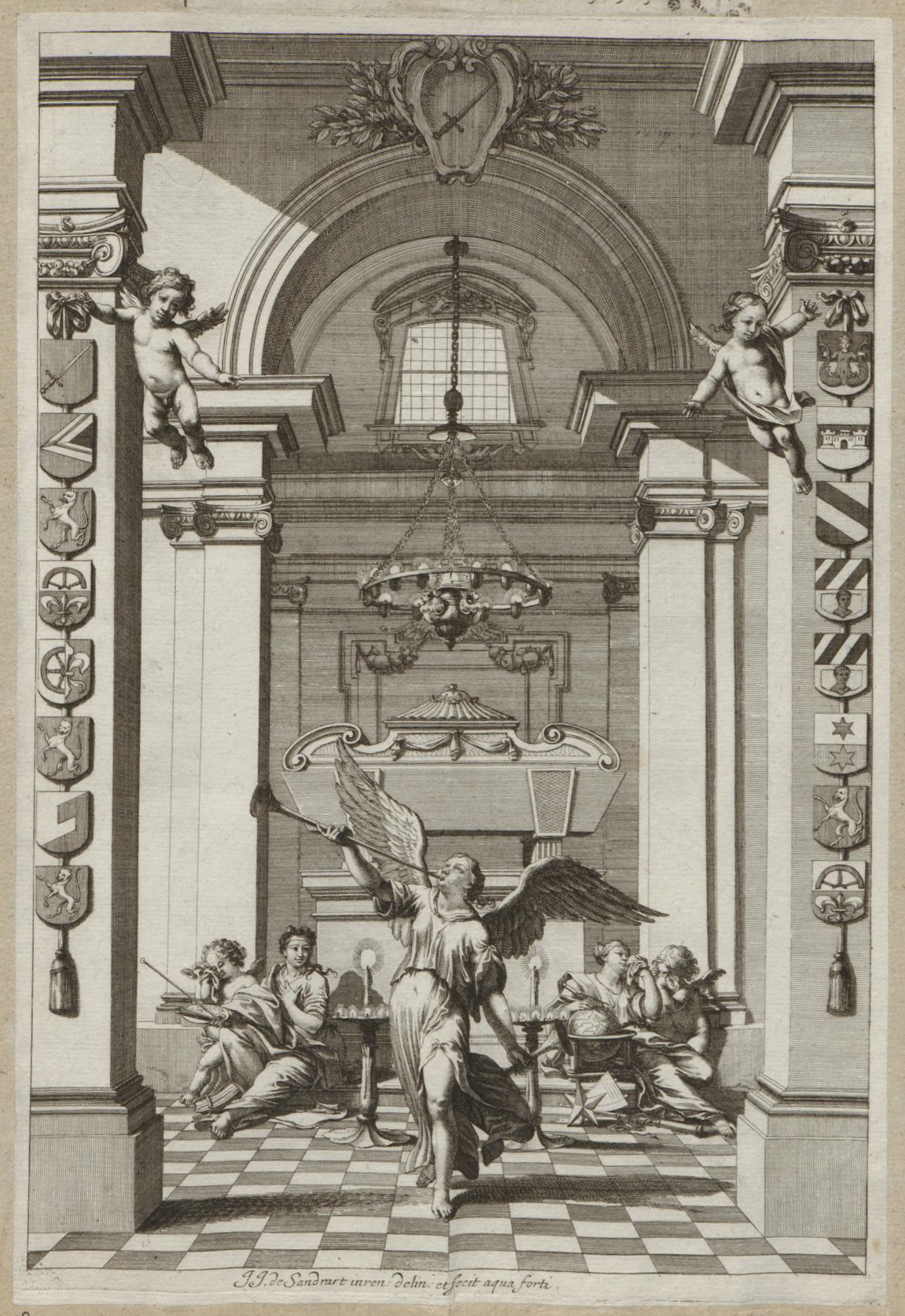
Kenotaph mit Wappen und Ahnenprobe, vermutlich des Jobst Christoph Kress von Kressenstein (1623–1694)
Wappen der Gemeinde Happurg
Wappen der Gemeinde Schwarzenbach

## Bekannte Familienmitglieder

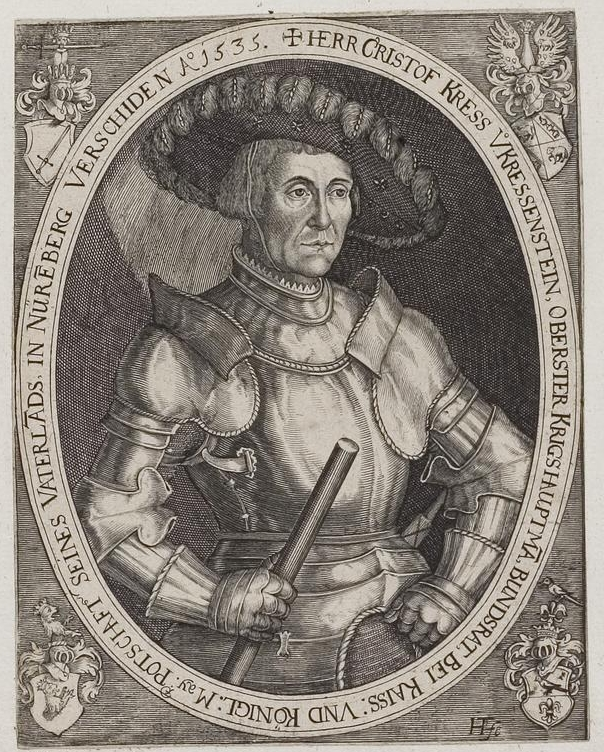
Christoph Kreß von Kressenstein (1484–1535), Oberster Hauptmann, Kriegsrat des Schwäbischen Bundes, Unterzeichner der Confessio Augustana

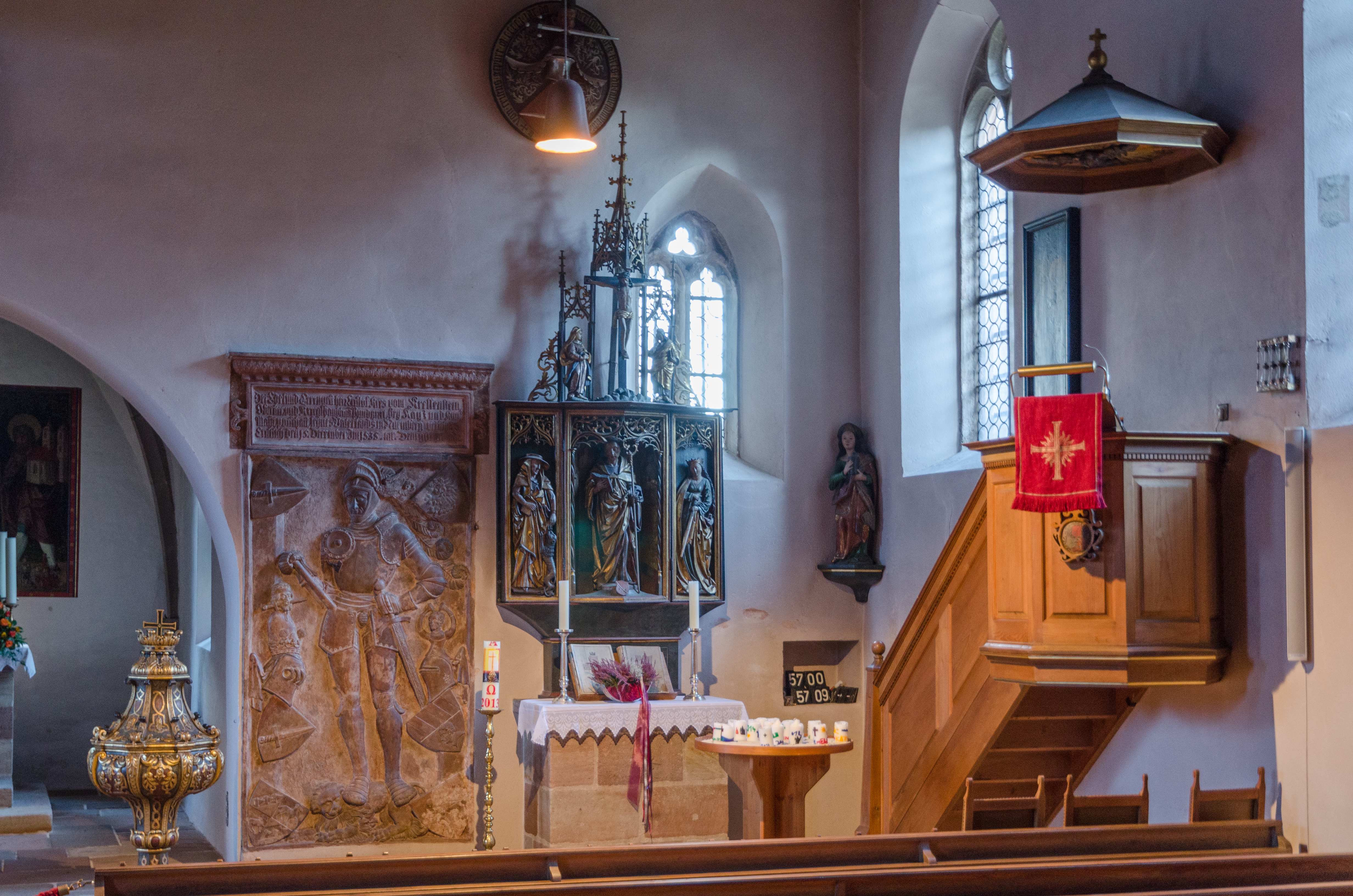
Grabstein des Christoph Kreß von Kressenstein (1484–1535) in der Wehrkirche Kraftshof

- Anton Kreß von Kressenstein († 1520), Nürnberger Ratsherr
- Christoph Kreß von Kressenstein (1484–1535), Oberster Hauptmann und Kriegsrat des Schwäbischen Bundes im Bauernkrieg, unterzeichnete für Nürnberg die Confessio Augustana.
- Karl Kreß von Kressenstein (um 1543/1568) war Schreibmeister in Nürnberg und hinterließ ein Schreibmeisterbuch.[8]
- Jobst Christoph Kreß von Kressenstein (1597–1663), Ratsherr und Bürgermeister, vertrat Nürnberg bei König Gustav Adolf und unterzeichnete für Nürnberg und andere Reichsstädte 1648 in Osnabrück den Westfälischen Frieden. Herr auf Rezelsdorf, erwarb 1651 das Rittergut Dürrenmungenau und wurde Mitglied der fränkischen Ritterschaft
- Christoph Michael Kreß von Kressenstein (1671–1752), ebenfalls Nürnberger Stadtpolitiker
- Christoph Carl Kress von Kressenstein (1723–1791), Jurist und Bürgermeister von Nürnberg

- Friedrich Kreß von Kressenstein (Diplomat) (1776–1855), deutscher Diplomat und königlich-kaiserlicher Gesandter

- Karl Freiherr Kress von Kressenstein (1781–1856), k.k. General der Kavallerie
- Georg Karl Christoph Freiherr Kreß von Kressenstein (1783–1880), k. k. Feldmarschallleutnant
- Georg Ludwig Freiherr Kreß von Kressenstein (1797–1877), bayerischer Maler, Kupferstecher und Galvanoplastiker
- Gustav Freiherr Kreß von Kressenstein (1838–1898), deutscher Bildhauer und Galvanoplastiker
- Georg Freiherr Kreß von Kressenstein (1840–1911), führender Vertreter der Nationalliberalen im Nürnberger Kollegium der Gemeindebevollmächtigten und 1878 Mitgründer sowie bis 1911 Erster Vorsitzender des Vereins für Geschichte der Stadt Nürnberg
- Otto Freiherr Kreß von Kressenstein (1850–1929), bayerischer Generaloberst und Kriegsminister
- Friedrich Freiherr Kreß von Kressenstein (1855–1920), bayerischer General der Infanterie
- Friedrich Freiherr Kreß von Kressenstein (1870–1948), deutscher General der Artillerie
- Franz Freiherr Kreß von Kressenstein (1881–1957), deutscher General der Kavallerie, Kommandierender General des XII. Armeekorps der Wehrmacht sowie bayrischer Kämmerer
- Hans Freiherr Kress von Kressenstein (1902–1973), deutscher Mediziner

### Bilder

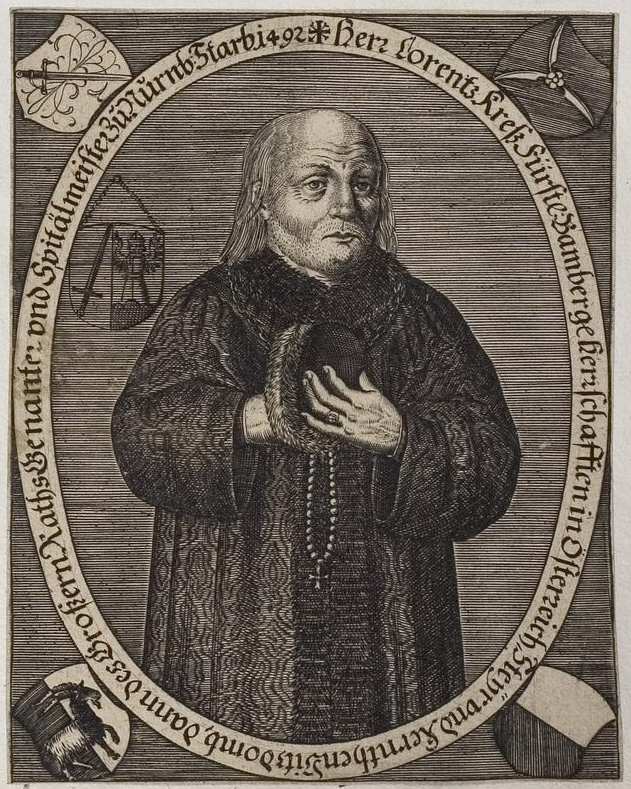
Lorenz Kreß († 1492), bischöflich bambergischer Amtmann und Vicedom
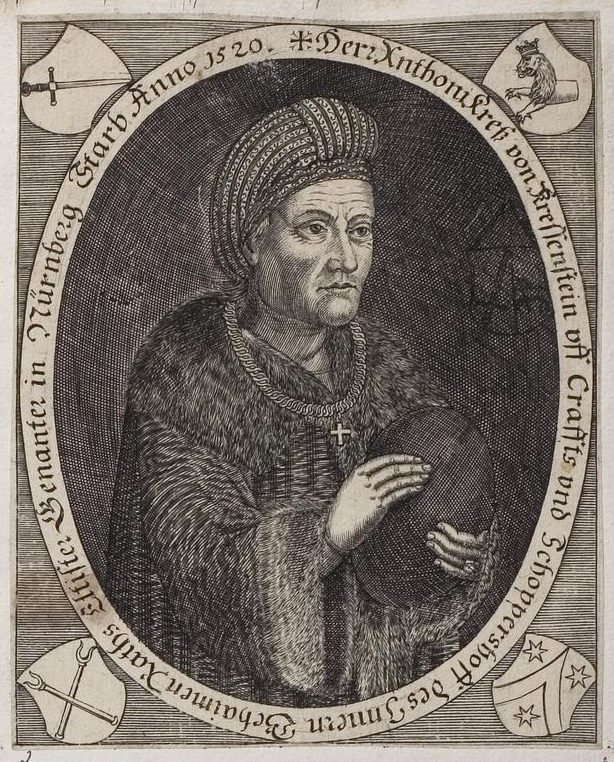
Anton Kreß († 1520), 1492 Ratsherr und Rugsherr
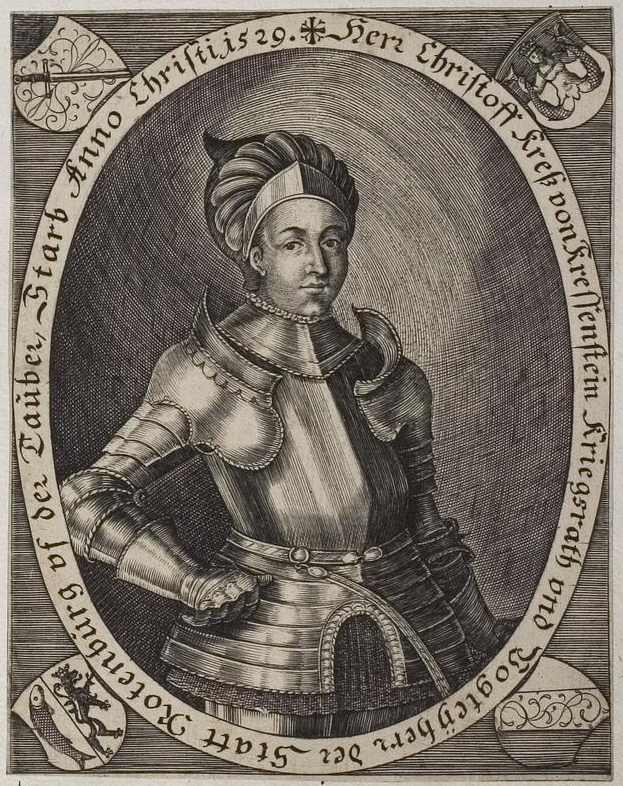
Christoph Kreß von Kressenstein (1491–1529), Vogt Kaiser Maximilians I. in Rothenburg/Tauber
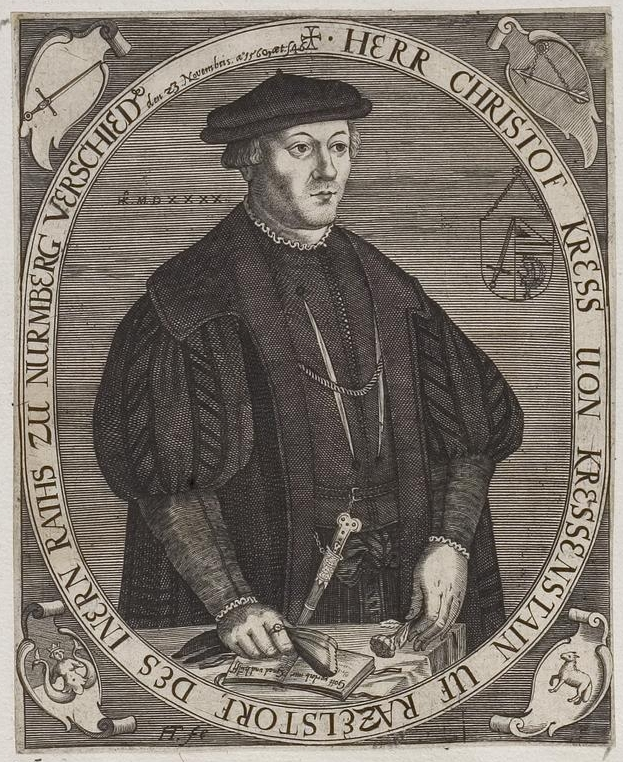
Christoph Kreß von Kressenstein (1514–1560), Ratsherr, Landpfleger, Bürgermeister
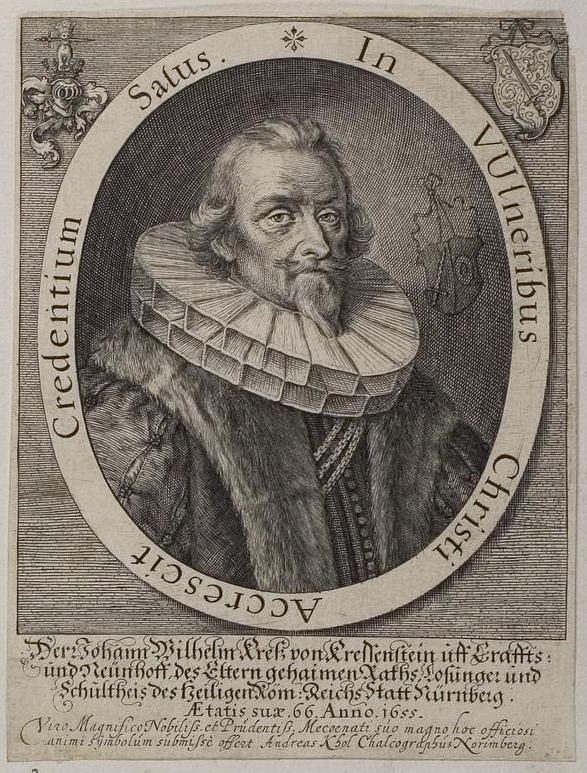
Johann Wilhelm Kreß von Kressenstein (1589–1657), Geheimer Rat und Landpfleger, Vorderster Losunger
Jobst Christoph Kreß von Kressenstein (1597–1663), Bürgermeister, Nürnberger Unterhändler und Unterzeichner des Westfälischen Friedens
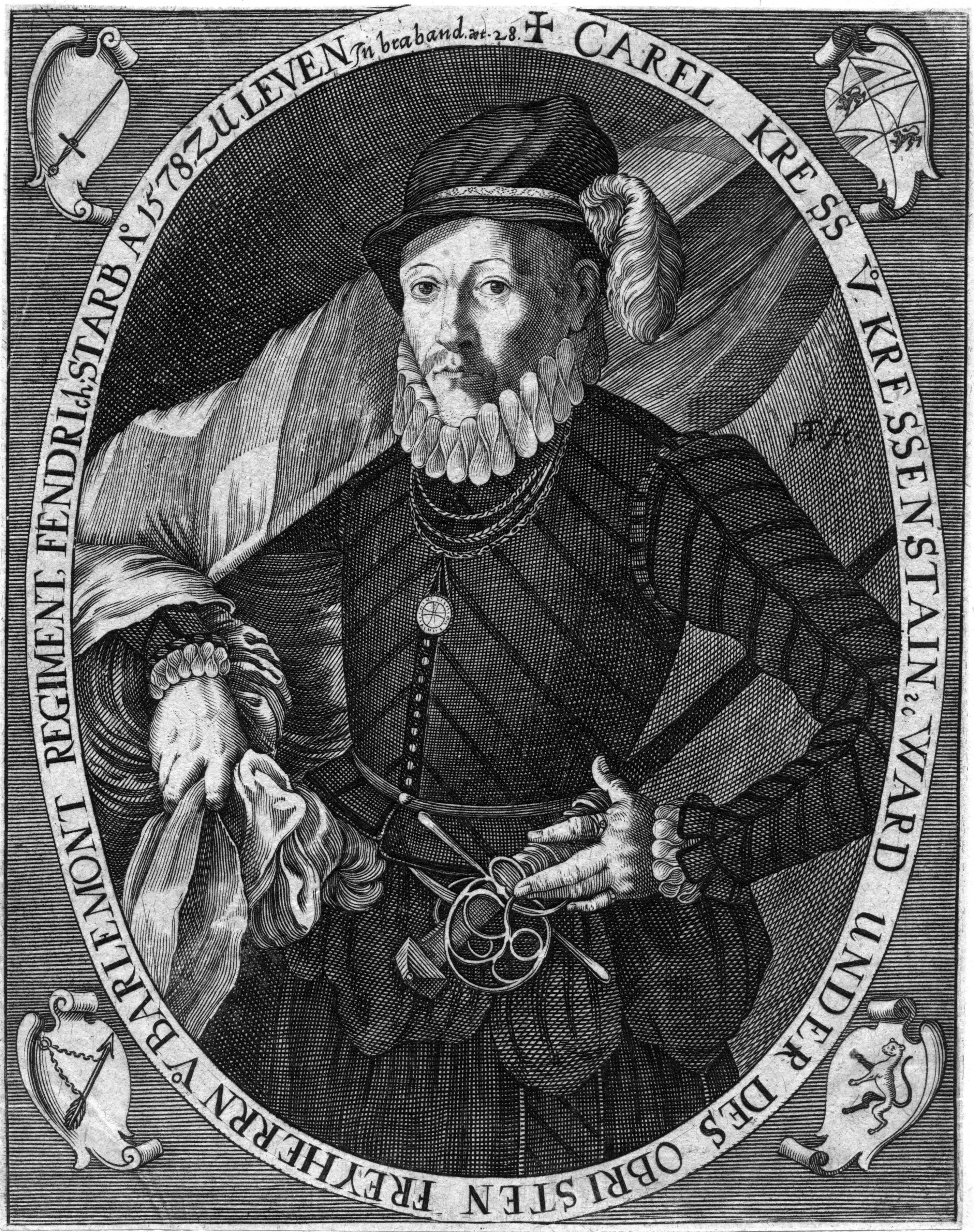
Karl Kreß von Kressenstein (um 1543/1568), Schreibmeister
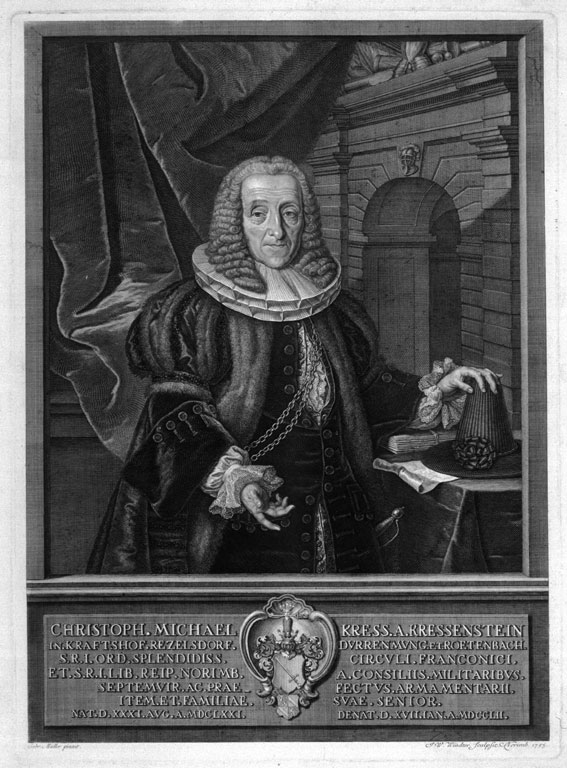
Christoph Michael Kreß von Kressenstein (1671–1752), Ratsherr
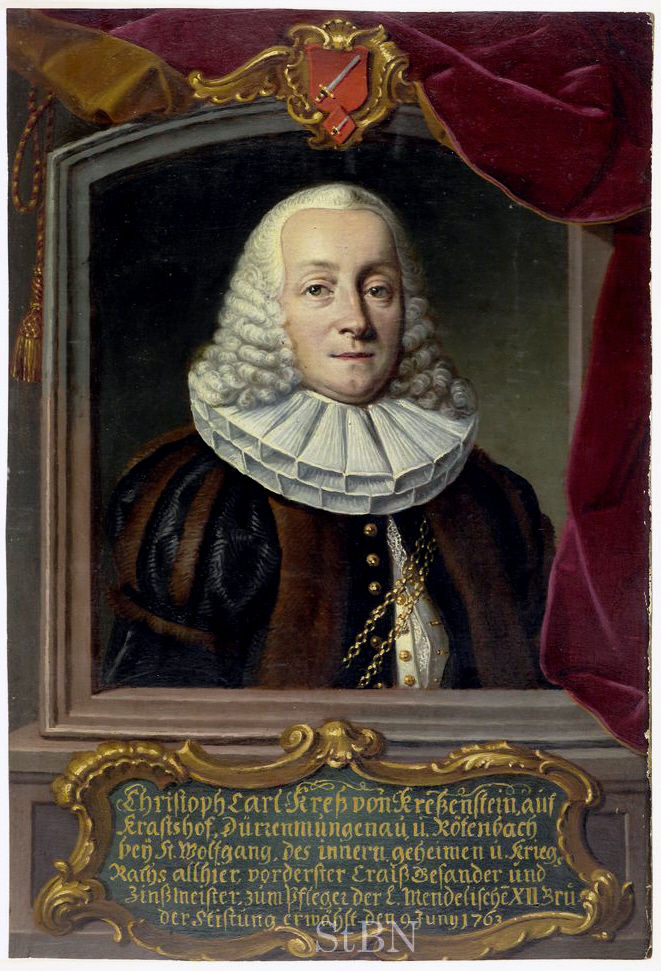
Christoph Carl Kress von Kressenstein (1723–1791), Bürgermeister, Pfleger der Mendelschen Zwölfbrüderstiftung

## In der Kunst
- 1stck. Bildniss Ad. Rudi Kress v. Kressenstein, in halber Figur. En camayeu gemalt con J. L. Hirschmann. [(1672–1750)][9]
- Die Kreßsche Kapelle im Augustinerkloster Nürnberg wurde nach dessen Abriss ab 1816, gemeinsam mit dem Kreuzgang, der Leonhardskapelle und dem Dormitorium, im Germanischen Nationalmuseum wiederaufgebaut, wo sie nach schweren Kriegsschäden in den 1960er Jahren völlig beseitigt wurden.